# Phaedrotoma umlalaziensis
Phaedrotoma umlalaziensis är en stekelart som först beskrevs av Fischer 1996.  Phaedrotoma umlalaziensis ingår i släktet Phaedrotoma och familjen bracksteklar. Inga underarter finns listade i Catalogue of Life.